# Бурчмулла
Бурчмулла́ (узб. Burchmullo; до середины 1970-х годов носила название Брич-Мулла́ узб. Brichmulla) — городской посёлок на северо-востоке Ташкентской области (Бостанлыкский район) на расстоянии около 100 км от Ташкента, в юго-восточной части Чарвакского водохранилища, на западной оконечности Коксуйского хребта, между реками Чаткал и Коксу на высоте 960 м над уровнем моря, недалеко от устья реки Коксу. Расстояние от Газалкента — 57 км.
Местоположение кишлака Бурчмулла можно посмотреть на приведённой здесь карте Ташкентской области (вилоята).
Ташкент и Бурчмуллу соединяет асфальтированное шоссе, проходящее по мосту через реку Чаткал. От Ташкента до Бурчмуллы можно добраться двумя путями: через плотину Чарвакского водохранилища или через Меловой перевал (он был частично срыт при строительстве автомобильной дороги с твердым покрытием, ранее являвшейся отрезком трассы Ташкент — Бричмулла, см. Большой Чимган) — через Чимган. Также можно доехать туда по дороге, идущей от поселка Чарвак вокруг Чарвакского водохранилища через кишлаки Сиджак, Нанай и Богустан.

## Исторические и краеведческие сведения
Посёлок в его современном виде образован сравнительно недавно[когда?]

, при переселении с берегов рек Чаткал и Коксу жителей древних поселений, попавших в зону затопления Чарвакского водохранилища. Существует предположение, что в средние века на месте кишлака находился город Ардланкент, упоминаемый в исторических документах X века. Точнее, город находился недалеко от современной Бурчмуллы — в долине реки Чаткал. Археологические материалы, найденные в этом районе, относятся к XI—XII векам.

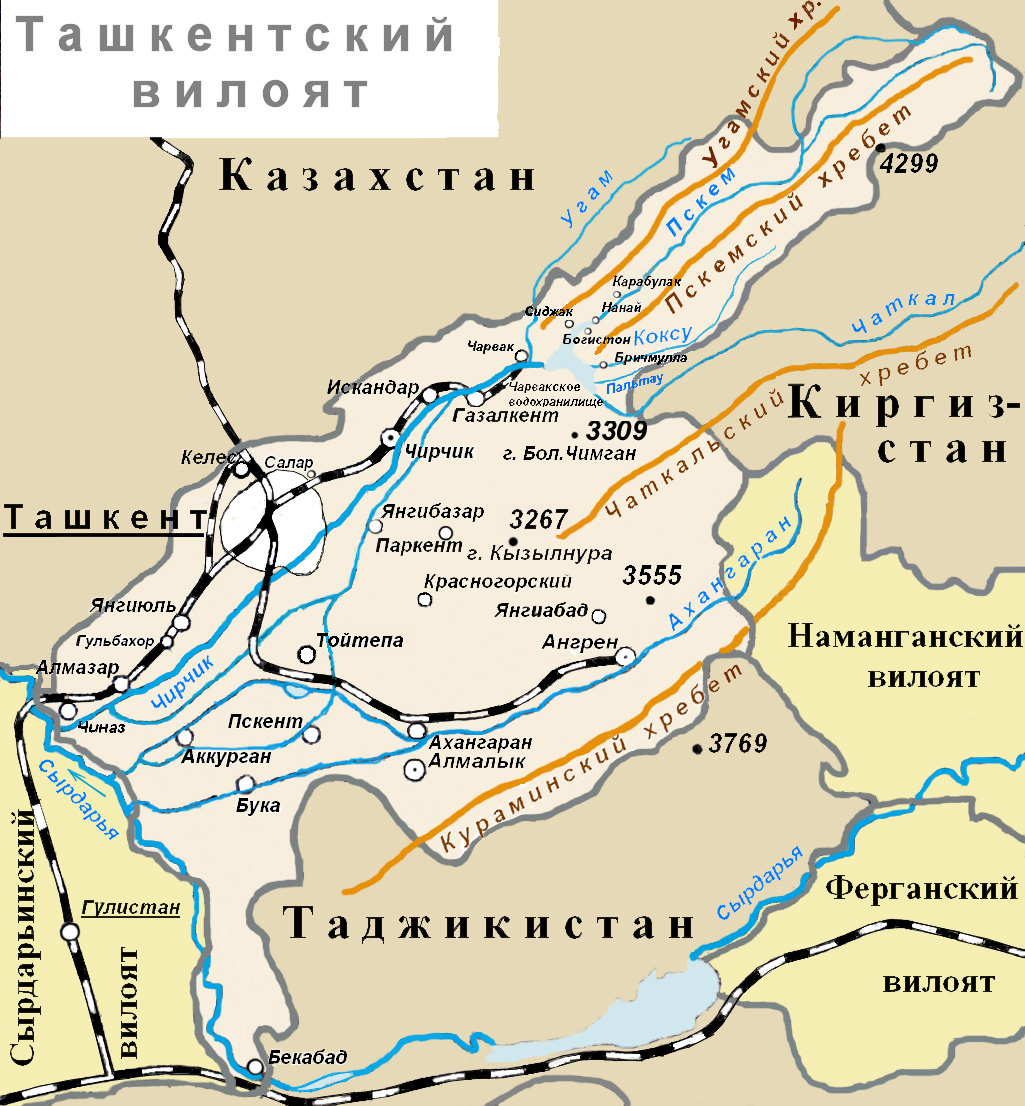
Карта — схема Ташкентской области (вилоята)

В Бурчмулле проживает (по данным 2005 года) свыше 4 тыс. человек. Большинство семей живут в собственных домах с приусадебными участками. Практически во все дома кишлака устойчиво подается электроэнергия. В посёлке есть водопровод, но водопроводная сеть сильно изношена, большинство жителей берут питьевую воду из реки Коксу, качество воды в которой очень хорошее.
В посёлке (по состоянию на 2005 год) имеются начальная и неполная средняя школа, детский сад. Также работают сельский врачебный пункт, ветлечебница, аптека. Есть несколько кузниц, механических мастерских и гаражей.
Население посёлка держит на личном подворье коров, овец и коз, а также домашнюю птицу. Некоторые жители держат также лошадей и ослов, используемых в качестве транспортных средств.
На территории Бурчмуллы действует ряд санаториев и домов отдыха; окрестности являются любимым местом отдыха неорганизованных групп туристов и просто жителей Ташкентской области и Ташкента. Тем не менее многодневные походы вдоль Коксу и Пальтау затруднительны из-за необходимости получения разрешений на посещение приграничной области. Наиболее благоприятный сезон для пляжного отдыха — с июля по август, а для прогулок на лошадях и пеших прогулок — поздние числа апреля и конец сентября — начало октября.
В Бурчмулле сохранились традиции и обычаи горных таджиков. Действует фольклорная группа «Мохи Табон». Особенностью кулинарии следует назвать блюдо «Хашкак» — мёд с орехами, уро-ош — йогурт со специями.

## Климат
Климат в этой местности благоприятен для комфортного пребывания людей. Благодаря окружающим кишлак отрогам Чаткальского, Пскемского и Коксуйского хребтов, а также близости Чарвакского водохранилища температура воздуха не превышает +30 °C даже в самые жаркие дни лета. Однако зимой температура воздуха может опускаться до −20 °C. Осадки в виде дождя преимущественно выпадают весной и осенью. Зимой в окрестных горах, как правило, ложится снег.

## Местоположение и транспорт
Посёлок Бурчмулла расположен в 125 км от Ташкента. От города Газалкента до Бурчмуллы раньше курсировал рейсовый автобус, идущий через Меловой перевал, туристический и горнолыжный комплекс Чимган, поселок Чимган, расположенный недалеко; далее вдоль берега Чарвакского водохранилища и по мосту через Чаткал в Бурчмуллу.
Сейчас сообщение с посёлком осуществляется посредством маршрутных такси (нерегулярных) и частного автоизвоза. Ближайшая железнодорожная станция Ходжикент (конечная станция железной дороги, идущей от Ташкента) расположена недалеко от посёлка городского типа Чарвак.

## В культуре
В 1980 году Сергеем Никитиным на стихи Дмитрия Сухарева написана популярная песня «Бричмулла» («Брич-Мулла», «Бричмула», «Золотая Бричмула»). В клубе посёлка есть комната, посвящённая создателям песни, а Сергей Никитин и Дмитрий Сухарев являются почётными гражданами посёлка.